# インスリン・ショック療法

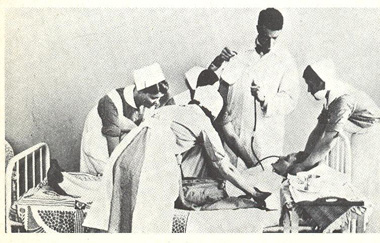
インスリン・ショック療法を受ける患者（1950年代、ヘルシンキ）

インスリン・ショック療法（インスリン・ショックりょうほう、英語: insulin shock therapy）とは、かつて行われていた統合失調症の治療法の一つ。オーストリア出身のアメリカ合衆国の医師マンフレート・ザーケルが、ショック療法として1933年に提唱した。
患者に対し、空腹時にインスリンを皮下注射し、強制的低血糖によりショック状態と昏睡を起こし、1時間後にグルコースを頸静脈に注射し覚醒させる。医療事故の危険性もあり、抗精神病薬の開発が進み薬物治療ができるようになったため、1950年代以降は廃れる。その後も中華人民共和国やソビエトなどで1970年代まで行われていた。